# Orde de l'Imperi Britànic

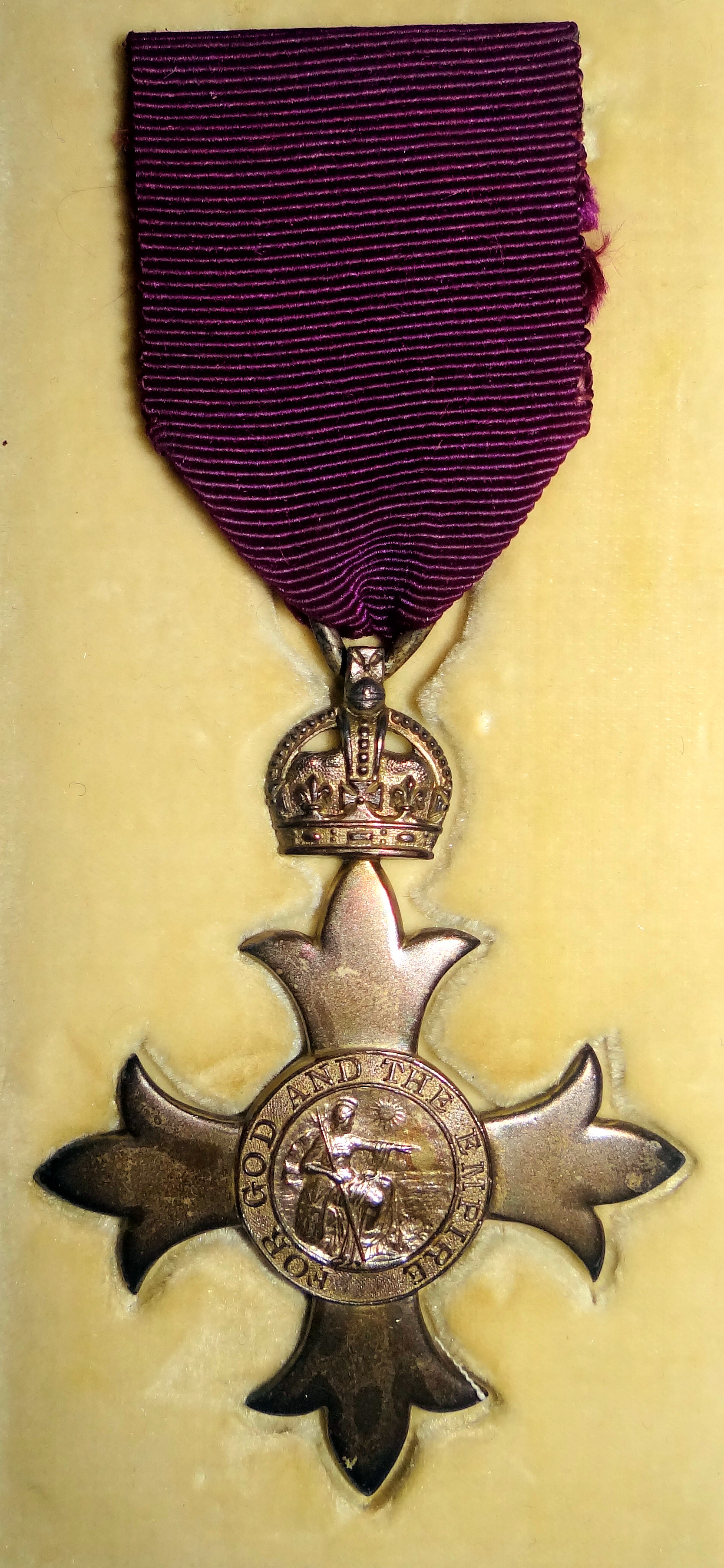
La insígnia de Membre tal com s'atorgava al 1918

L'Excel·lentíssim Orde de l'Imperi Britànic és un orde de cavalleria britànic, instituït el 4 de juny de 1917 pel rei Jordi V. La pertinença a l'orde és atorgada pel rei d'Anglaterra a tots aquells que fan alguna cosa significativa en nom del Regne Unit.
Està dividida en 5 classes:
- Cavaller de la Gran Creu o Dama de la Gran Creu del Molt Excel·lent Orde de l'Imperi Britànic (GBE) (Knight Grand Cross or Dame Grand Cross)[3]
- Cavaller Comandant o Dama Comandant del Molt Excel·lent Orde de l'Imperi Britànic (KBE o DBE) (Knight Commander or Dame Commander)
- Comandant del Molt Excel·lent Orde de l'Imperi Britànic (CBE) (Commander)
- Oficial del Molt Excel·lent Orde de l'Imperi Britànic (OBE) (Officer)
- Membre del Molt Excel·lent Orde de l'Imperi Britànic (MBE) (Member)

Totes les Dames (excepte Grand Cross) llueixen la insígnia penjant d'un llaç sobre l'espatlla esquerra.
Els dos primers rangs impliquen entrar a la Cavalleria, i permet (però no prescriu) l'ús dels prefixos Sir/Dame (tot i que els homes poden haver estat fets cavaller d'una altra manera. A més, els membres de la Gran Creu poden rebre un escut heràldic. Si en tenen, poden embolcallar el seu amb l'anell (un cercle amb el lema) i el collar. Els Knights Commander i Commanders poden usar l'anell al seu escut, però no el collar. La insígnia penja del collar o de l'anell.
Es poden crear cavallers honoraris en cas de no ser ciutadans d'un estat on la Reina Elisabet II no sigui la cap d'estat. En aquest cas, poden usar el postnominal corresponent, però no el prefix. La concessió de l'orde de l'Imperi Britànic va deixar de concedir-se als reialmes de la Commonwealth amb l'establiment dels sistemes d'honors i distincions nacionals, com l'orde del Canadà, l'orde d'Austràlia i l'orde del Mèrit de Nova Zelanda. Els receptors estrangers estan classificats com a membres honorífics de l'orde, i no compten per a les quantitats restringides de membres que hi ha per classe.
Relacionada a l'orde hi ha la Medalla de l'Imperi Britànic (British Empire Medal BEM), els membres de la qual no són membres de l'orde, però sí que hi estan afiliats. La Medalla de l'Imperi Britànic no s'havia fet servir des del 1993, però es va recuperar el 2012 amb la concessió de 293 BEMs pel Jubileu de Diamant de la Reina. A més, la Medalla de l'Imperi Britànic es fa servir a les Illes Cook i en altres països del Commonwealth.
El lema de l'orde és (Per Déu i l'Imperi). És el més jove dels ordes de cavalleria britànics, així com el major, amb més de 100.000 membres vius arreu, amb actors com Julie Andrews (DBE 2000), Pierce Brosnan (OBE 2003), Alfred Hitchcock (KBE 1980), Angela Lansbury (hon CBE 199?), Elaine Paige (OBE 1995), Michael Palin (CBE 1999), Michael Caine (CBE 1993, KBE 2000), Charlie Chaplin (KBE 1975), Michael Crawford (OBE 1986), Hugh Laurie (OBE 2007) o Christopher Lee (CBE 2001); musics com Elton John (CBE 1996, KBE 1998), Bono (Paul David Hewson)(KBE 2007), Kylie Minogue (OBE 2008) Andrew Lloyd Webber, Roger Daltrey (CBE 2004) o els Beatles (MBE 1965); empresaris com Richard Branson (KBE 2000) o Bill Gates (KBE 2005); esportistes com Sebastian Coe (MBE 1982, OBE 1990, KBE 2006), David Beckham (OBE 2003), Nick Faldo (MBE 1998), Alex Ferguson (OBE 1984, CBE 1995) o Nigel Mansell (OBE 1990); escriptors com Terry Pratchett (OBE 1998 i posteriorment KBE 2009 pels seus serveis a la literatura), Tim Rice (KBE 1994), J.K. Rowling (OBE 2000), Salman Rushdie (KBE 2007), J. R. R. Tolkien (CBE 1972) o Agatha Christie (DBE 1971); i un llarg etcètera entre les personalitats britàniques de tots els camps.

## Història
George V la va crear per omplir un buit al sistema d'honors britànic: 
- l'Orde del Bany només s'atorgava als grans oficials i alts funcionaris de l'Estat,
- l'Orde de Sant Miquel i Sant Jordi estava destinada al servei diplomàtic i oficials colonials
- l'Orde de l'Estrella de l'Índia i l'Orde de l'Imperi Indi estava destinada a honorar els funcionaris britànics i nadius a l'Índia
- el Reial Orde Victorià s'atorgava a aquells que havien servit directament a la família reial.

Amb aquest nou orde es volia honorar a tots aquells milers que havien servit al país durant la I Guerra Mundial des de llocs no-combatents; però ja el 1918 va ser dividida en 2 classes: Classe Civil i Classe Militar.
Diversos polítics i diplomàtics que han servit per, o en ajut del Regne Unit han rebut la distinció de Comandant o de Gran Creu de l'orde. Però com que ser-ne membre requereix jurar fidelitat a un cap d'estat estranger (actualment la Reina Elisabet II) aquests títols són considerats com a "honorífics", i la persona no pot ser anomenada "Sir" o "Dame". A vegades els mitjans es refereixen incorrectament a receptors estrangers amb el títol del prefix, com succeeix a vegades amb Bob Geldof, KBE, ciutadà de la República d'Irlanda.

## Composició
El monarca britànic és el Sobirà de l'Orde, i nomena tots els altres membres de l'Orde (d'acord amb el consell del Govern). El segon membre és el Gran Mestre, que n'hi ha hagut tres: Eduard, Príncep de Gal·les (1917-1936), la Reina Maria (1936-1953) i l'actual Gran Mestre, el Duc d'Edimburg (des de 1953).
L'Orde està limitada a 100 Knight/Dame Grand Cross, 845 Knight Commander i 8.960 Commander. No hi ha limits per a les altres classes, però només se'n poden nomenar 858 Officers i 1.464 Members per any. Els nomenaments es realitzen per recomanació dels governs del Regne Unit i d'alguns reialmes de la Commonwealth. Per convenció, les jutgesses de l'Alt Tribunal d'Anglaterra i Gal·les són automàticament Dames Commander (els jutges són Knights Bachelor).
Tot i que l'orde de l'Imperi Britànic és de lluny la que té més membres de tots els ordes britànics de cavalleria, hi ha menys nomenaments que comportin l'accés a la cavalleria que la resta d'ordes. El grau de Dame Commander és el grau més habitual de Dama en el sistema d'honors britànic, i és atorgat en circumstàncies que els homes rebrien el Knight Bachelor.
La majoria són ciutadans del Regne Unit o del limitat nombre de reialmes de la Commonwealth sense el seu propi sistema d'honors i premis. Els ciutadans d'altres països, però, poden ser admesos com a "membres honorífics". Aquests no compten vers els límits numèrics abans mencionats, i no se'ls anomena "Sir" o "Dame"; però poden rebre tots els honors si esdevenen súbdits dels reialmes de la Commonwealth.
En fundar-se l'orde també s'instituí la "Medalla de l'orde de l'Imperi Britànic". El 1922, però, va ser rebatejada com la "Medalla de l'Imperi Britànic". Els receptors, que no són membres de l'orde, s'agrupen en les divisions militar i civil. Només la reben els funcionaris inferiors i els oficials de camp; els oficials superiors són nomenats directament per a l'orde. El govern britànic deixà de recomanar per a la concessió de la medalla el 1992, encara que alguns reialmes del Commonwealth continuaren la pràctica, però aquesta ressorgí al juny del 2012 amb 293 concessions en ocasió del Jubileu de Diamant de la Reina.
L'Orde té 6 oficials: el Prelat de l'Orde, el Dean, el Rei d'Armes, el Registrador, el Secretari i l'Uixer. El bisbe de Londres, un dels principals bisbes de l'Església d'Anglaterra, serveix com a prelat de l'orde. El Degà de Saint Paul és ex officio el Degà de l'Orde. El Rei d'Armes de l'orde no és un membre del College of Arms, com molts altres funcionaris heràldics. L'Uixer de l'orde és conegut com el Senyor Uixer del Bastó Porpra; i a diferència del seu equivalent de l'orde de la Lligacama, el Senyor Uixer del bastó Negre, no realitza cap funció relativa a la Cambra dels Lords.
A vegades, els membres són promoguts a un grau més alt de l'orde, abandonant l'ús dels post-nominals inferiors.

## Concessió per valentia
A partir de 1940 el Sobirà podia nomenar hom com a Comandant, Oficial o Membre de l'orde de l'Imperi Britànic per gallardia i valentia (no davant de l'enemic) que no justifiquessin la concessió de la Medalla de Jordi, amb el grau determinat pel mateix criteri que habitualment. Malauradament això significava que es concedí per accions de valentia menors que la Medalla de Jordi, però que, en ser un orde, es portava pel davant i s'indicava abans als post-nominals. A partir del 14 de gener de 1958, aquestes concessions van ser designades Orde de l'Imperi Britànic per Valentia.
Qualsevol persona que la rebés per valentia podia lluir un distintiu de dues fulles de roure platejades sobre el galó o llaç. No podia ser atorgada pòstumament; i el 1974 va ser substituïda per la Medalla de la Reina per Valentia. Si els receptors de l'orde de l'Imperi Britànic per Valentia rebien una promoció a l'orde, ja fos per valentia o per qualsevol altra motiu, continuaven portant la insígnia del grau menor amb les fulles de roure; però només feien servir el postnominal del grau superior.

## Vestimentes i Distintius

### Classes
- Cavaller de la Gran Creu o Dama de la Gran Creu (GBE): llueix la insígnia d'una banda sobre l'espatlla dreta, a més de l'estrella.
- Cavaller Comandant o Dama Comandant (KBE o DBE): llueix la insígnia penjant del coll a més de l'estrella.
- Comandant (CBE): llueix la insígnia penjant del coll.
- Oficial (OBE): llueix la insígnia penjant d'un galó a l'esquerra del pit.
- Membre (MBE: llueix la insígnia penjant d'un galó a l'esquerra del pit.

Totes les Dames (excepte Grand Cross) llueixen la insígnia penjant d'un llaç sobre l'espatlla esquerra.

### Grans Ocasions

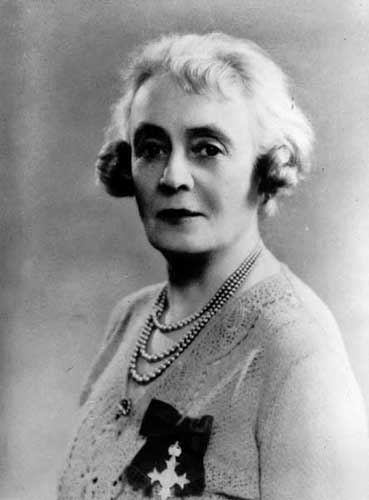
Les dones poden lluir les seves insígnies sobre un llaç, com apareix en aquesta imatge de Bessie Rischbieth, la reformadora social australiana

Els membres de l'orde vesteixen elaborats vestits en les ocasions importants (com el servei quadriennal o les coronacions, que poden variar segons el rang (els dissenys van patir un gran canvi el 1937):
- El mantell: lluït pels Cavallers i Dames Gran Creu, antigament fet de setí groc amb franges de seda blava, actualment és en setí de color rosa amb les línies en gris perla. Al costat esquerre hi ha bordada l'estrella.
- El collar: Lluït només pels Cavallers i Dames Gran Creu, és fet d'or. Consisteix en 6 medallons amb l'escut reial, alternat amb 6 medallons amb el monograma reial de Jordi V ("GRI", de "Georgius Rex Imperator") Els medallons estan units mitjançat fils d'or que sostenen lleons i corones. La insígnia penja del collar.

### Altres Ocasions
- L'estrella: Una estrella de 8 puntes pels membres Gran Creu i de 4 puntes pels membres Comandant. Està feta en plata, i al mig porta un anell vermell amb el lema de l'orde (For God and the Empire / Per Déu i l'Imperi). Originalment, al centre hi apareixia la imatge de Britànnia, però des de 1937 apareixen la imatge de Jordi V i la Reina Maria
- La insígnia: És l'única insígnia que llueixen tots els membres. És una creu patoncé, amb el mateix medalló central que l'estrella a l'anvers i el monograma reial de George V al revers. Sobre el braç superior de la creu hi ha una corona imperial. Varia de mida segons la classe, i per les classes Knights Grand Cross, Knights Commander i Commanders és d'esmalt blau cel amb l'anell en vermell; la d'Officers és daurada, i la de Member és en plata. Fins al 1937 penjava d'una cinta morada, amb una franja central vermella per la divisió militar. Des de llavors penja d'un galó rosa amb les puntes en gris perla; i la divisió militar porta a més una franja grisa per la central.
- La Medalla de l'Imperi Britànic és feta en plata. Sobre l'anvers hi ha la imatge de Britànnia envoltada pel lema, amb la inscripció "For Meritorious Service" a la part inferior. Al revers hi ha el monograma reial i imperial de Jordi V, amb la inscripció "Instituted by King George V " a la part inferior. El nom del receptor està gravat al lateral. La medalla rep el sobrenom de "el Gong".
- L'agulla per a ús diari va ser anunciada al desembre del 2006, i disponible per a tots els nivells de l'orde, així com pels receptors de la Medalla de l'Imperi Britànic. Consisteix en la insígnia de l'orde, dins d'un cercle de galó amb els colors rosa i gris. Les agulles s'han de comprar de manera separada, a un preu de £19.50.[8]

En certes ocasions, el Sobirà designa un "Dia del Collar" ("Collar Day"), durant el que els membres poden lluir el collar de l'orde sobre l'uniforme o el vestit de cerimònia. Quan es porta el collar, la insígnia penja d'ell. Els collars són tornats al Sobirà després de la mort del receptor, si bé la resta d'insígnies es poden conservar.

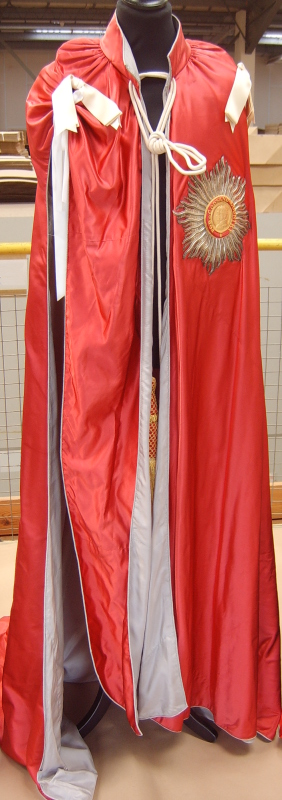
Mantell de Cavaller/Dama Gran Creu (GBE)
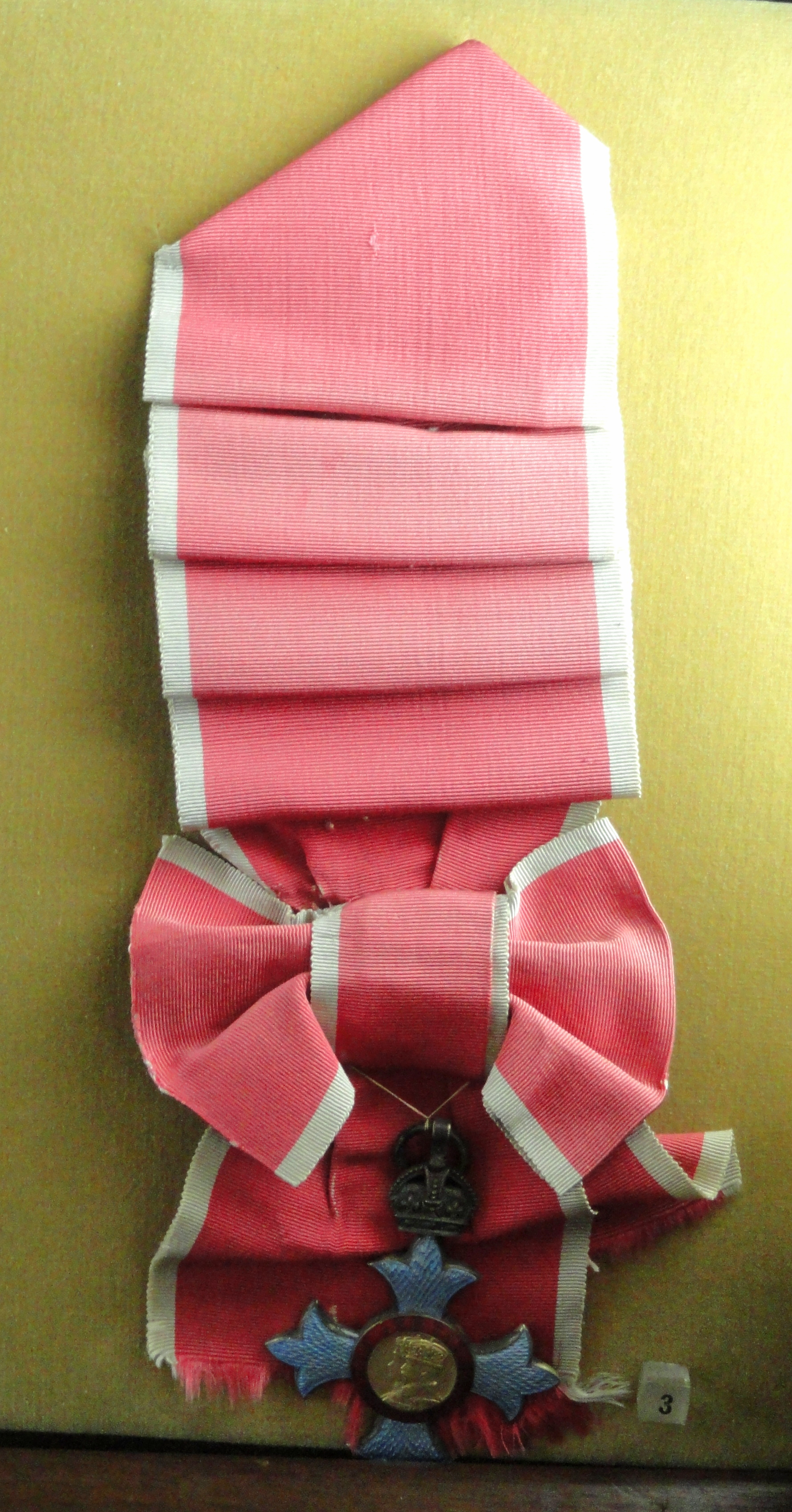
Banda de la Gran Creu (GBE)
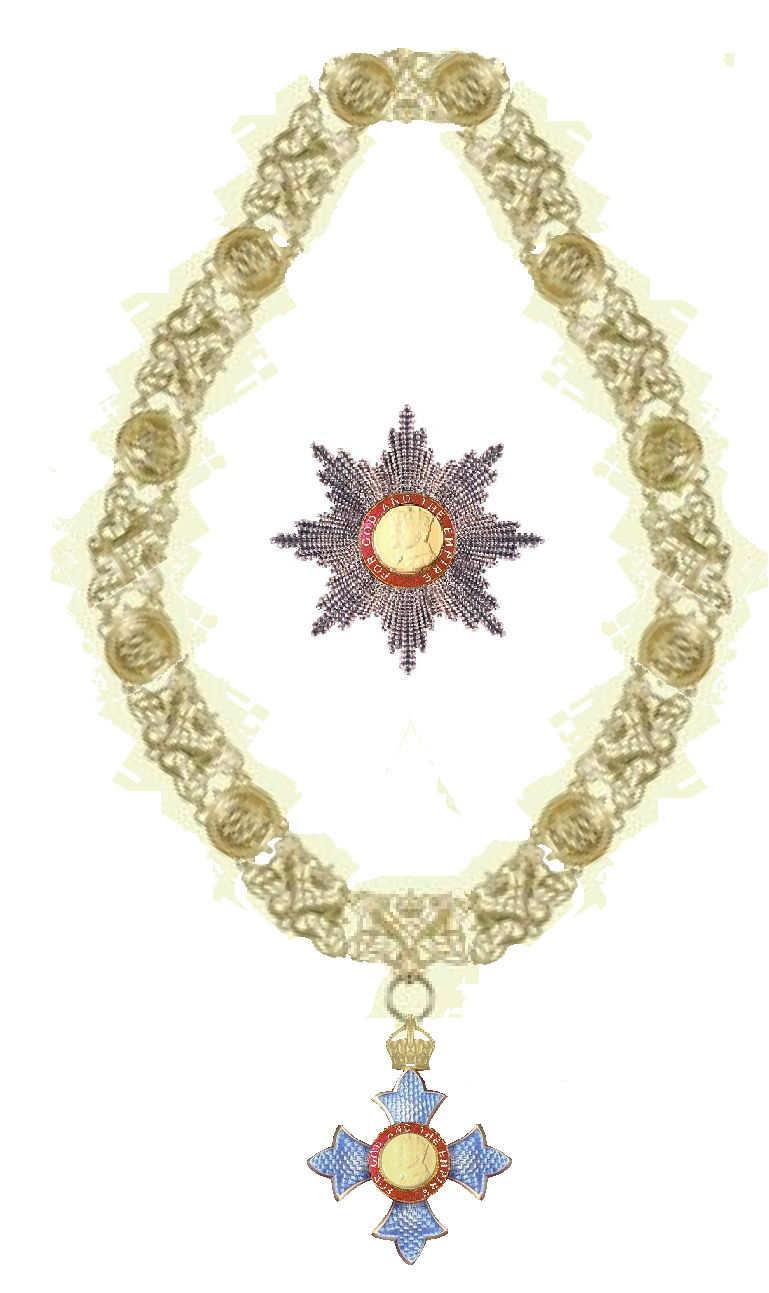
Collar i Estrella de la Gran Creu (GBE)
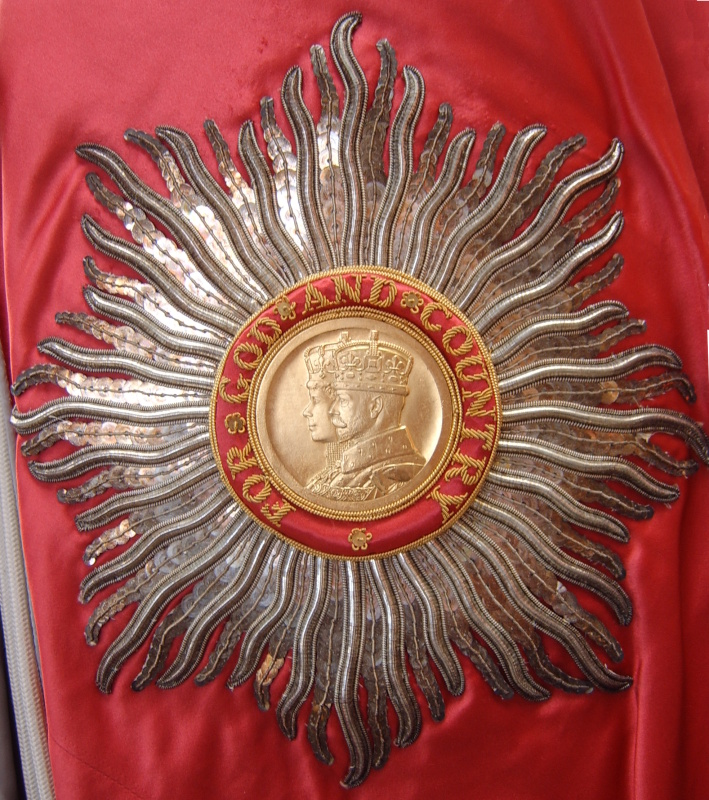
Estrella de la Gran Creu brodada al mantell
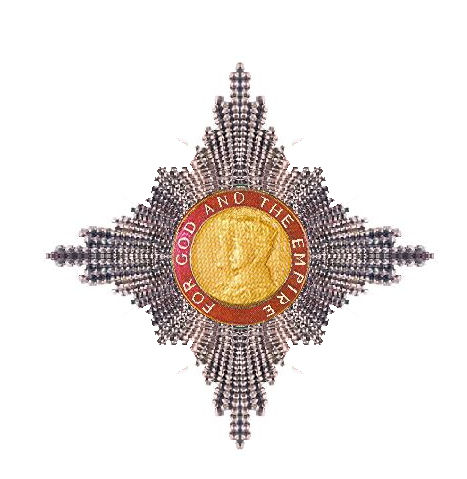
Estrella de Cavaller/Dama Comandant (KBE/DBE)
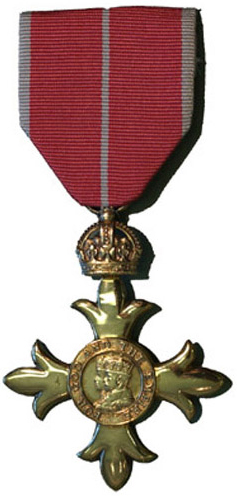
Creu d'Oficial (OBE)
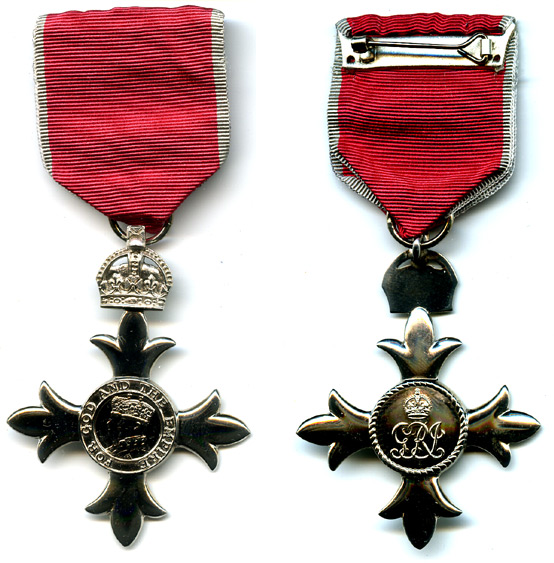
Creu de Membre (MBE), anvers i revers
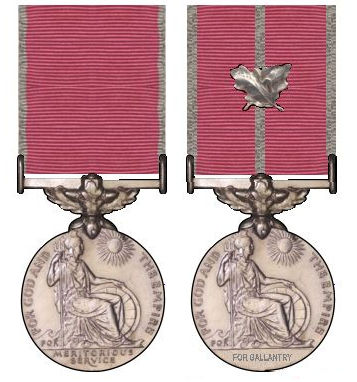
Medalla de l'Imperi Britànic (la de la dreta amb les fulles de roure per valentia)

| Galons de l'orde de l'Imperi Britànic | Galons de l'orde de l'Imperi Britànic | Galons de l'orde de l'Imperi Britànic |
|                                       | Civil                                 | Militar                               |
| ------------------------------------- | ------------------------------------- | ------------------------------------- |
| 1917–1935                             | Galó civil 1917-1935                  | Orde de l'Imperi Britànic             |
| Des de 1936                           | Orde Civil de l'Imperi Britànic       | Orde de l'Imperi Britànic             |

## La capella

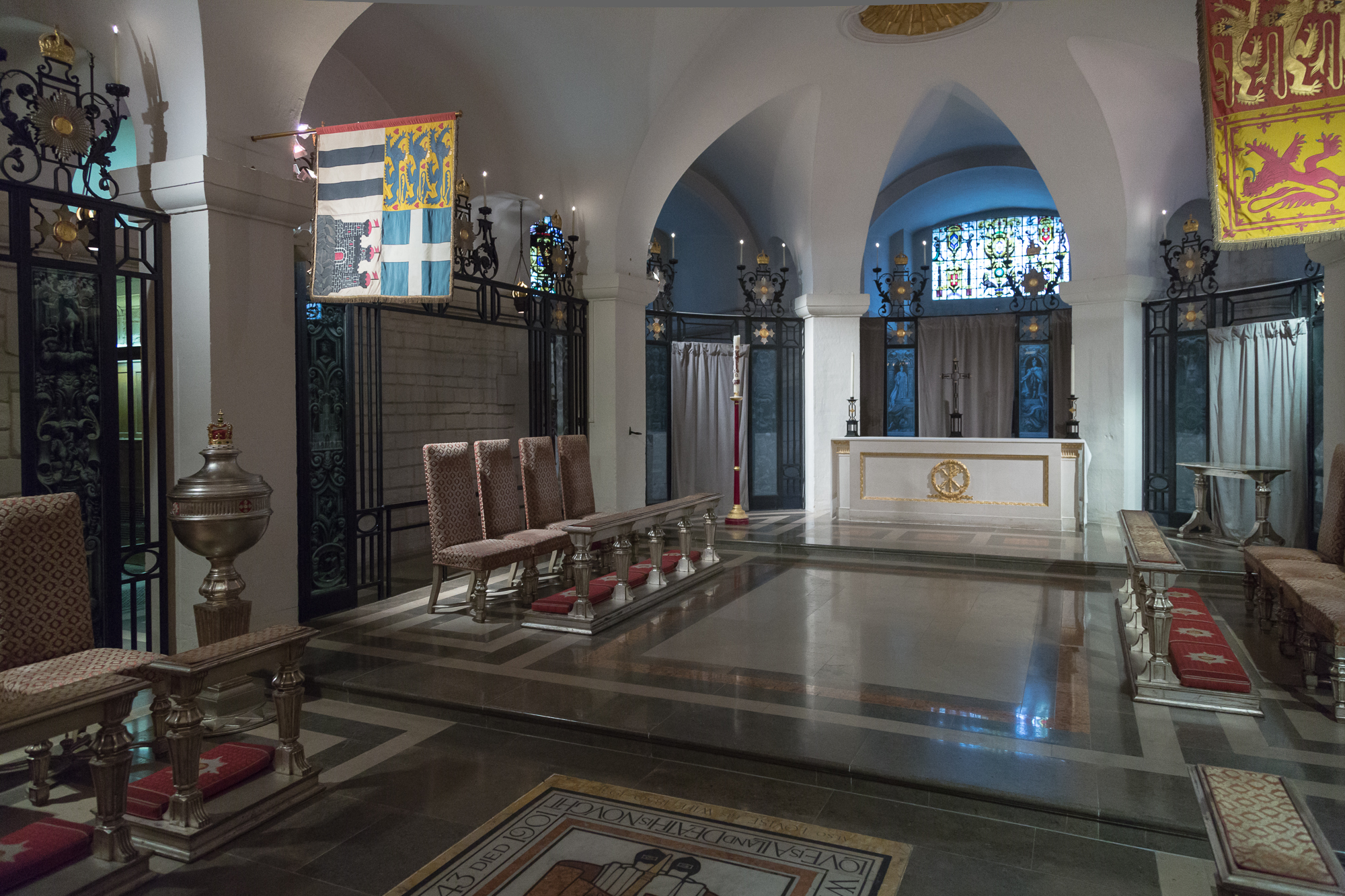
Capella de l'orde a la cripta de la Catedral de Saint Paul

La capella de l'orde és la situada a l'extrem est de la cripta de la catedral de Sant Pau de Londres; però realitza els seus serveis a la nau principal de la catedral (la catedral també és on es troba la capella de l'orde de Sant Miquel i Sant Jordi). Els serveis religiosos per l'orde se celebren cada quatre anys; i els nous Cavallers i Dames Gran Creu són investits en aquests serveis. La capella va ser dedicada el 1960.

## Precedència i privilegis

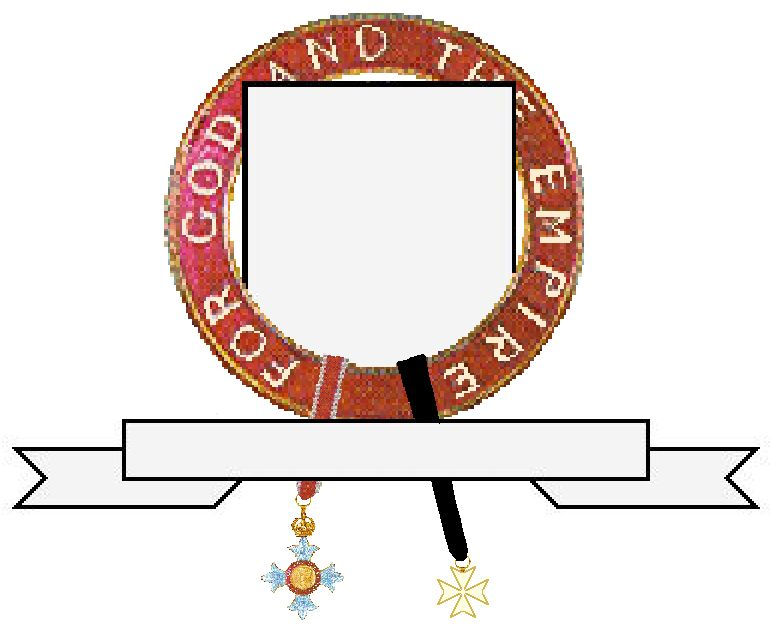
Anell de l'Orde per incloure a l'escut heràldic, amb la insígnia de l'orde suspès.

Els membres de totes les classes de l'orde tenen llocs assignats a l'orde de precedència. Les mullers dels membres de totes les classes també actuen d'acord amb l'ordre de precedència, igual manera que fills, filles i nores dels Cavallers Gran Creu i Cavallers Comandats; però les parelles de les Dames de l'orde no tenen assignada cap precedència en especial.
Els Cavallers Gran Creu i els Cavaller Comandant prefixen el seu nom amb "Sir"; i les Dames Gran Creu i les Dames Comandant el de "Dame". Les mullers dels cavallers poden emprar el prefix "Lady", però no existeix el mateix privilegi pels consorts de les Dames. Aquestes formes no es fan servir amb els nobles i prínceps, llevat quan els seus noms s'escriuen en la forma completa. Els clergues de l'Església d'Anglaterra o de l'Església d'Escòcia no fan servir el títol de "Sir" car no reben la bescollada (no són nomenats cavallers amb una espasa), tot i que fan servir les lletres postnominals.
Els post-nominals són:
- Cavaller/Dama Gran Creu: GBE
- Cavaller Comandant: KBE
- Dama Comandant: DBE
- Comandant: CBE
- Oficial: OBE
- Membre: MBE
- Medalla de l'Imperi Britànic: BEM

Les Dames i Cavallers Gran Creu i Comandant que no són ciutadans de cap reialme del Commonwealth poden rebre títols honorífics, però no reben la bescollada i no poden emprar el prefix "Sir" o "Dame", tot i que sí que poden fer servir les abreviatures postnominals. Per exemple, Bill Gates, estatunidenc, va ser fet Cavaller Comandant, però no pot fer-se anomenar "Sir Bill" o "Sir Bill Gates", tot i que pot emprar el títol "Bill Gates, KBE". Bob Geldof, KBE rebé la cavalleria el 1986 i tot i que sovint és anomenat "Sir Bob", no és súbdit de cap dels reialmes del Commonwealth i no el pot fer servir. Si un receptor posteriorment es nacionalitza d'algun dels reialmes, llavors es converteix en membre substantiu de l'orde i sí que pot fer servir el prefix "Sir". Per exemple, el presentador de televisió Terry Wogan va ser fet KBE el 2005 a títol honorífic; però quan posteriorment prengué la doble nacionalitat irlandesa i britànica, va ser fet membre substantiu de l'orde i actualment sí que es pot fer anomenar "Sir Terry Wogan".
Els Cavallers i Dames Gran Creu també poden rebre suports heràldics. A més poden encerclar els seus escuts amb l'anell (un anell on hi ha inscrit el lema) i el collar de l'orde (és més habitual que només hi hagi l'anell). Els Cavallers i Dames Comandant poden emprar l'anell, però no el collar, al voltant de l'escut. La insígnia de l'orde apareix suspesa del collar o de l'anell.

## Crítiques
L'orde ha rebut diverses crítiques per la seva relació amb la idea de l'Imperi Britànic. Benjamin Zephaniah, un poeta jamaicà, rebutjà públicament l'OBE el 2003 perquè recordava «milers d'anys de brutalitat». Va afirmar que «em recorda com les meves avantpassades van ser violades i els meus avantpassats van ser brutalitzats.»
El 2004, un comitè de la Cambra dels Comuns recomanà canviar el nom a "Orde de l'Excel·lència Britànica" (Order of British Excellence); i que es canviés el nom del rang de "Comandant" pel de "Company", per les referències militars del primer.
Un notable que rebutjà l'oferiment de ser-ne membre va ser l'autor C. S. Lewis (1898–1963), que va ser inclòs a la darrera llista d'honors de Jordi VI al desembre de 1951, però declinà per evitar cap associació amb qüestions polítiques. El cantant David Bowie ho rebutjà el 2000.
Els membres dels Beatles van ser fets MBEs el 1965. John Lennon justificà els mèrits comparatius de la seva investidura en comparar els membres militars de l'orde: «Molts dels que lamenten que hàgim rebut el MBE van rebre els seus per heroisme a la guerra, per matar gent... Nosaltres hem rebut els nostres per entretenir la gent. Crec que nosaltres ens la mereixem més.» Curiosament, Lennon tornaria la seva insígnia del MBE el 25 de novembre de 1969 com a part de la seva campanya de protestes per la pau.
Una altra crítica per l'orde se centra en el fet que molts dels seus receptors han estat recompensats amb honors simplement per fer la seva feina, i afirmen que el funcionariat públic i el servei judicial rep de lluny molts més ordes i honors que els caps d'altres professions.
Chin Peng, durant molt temps líder del Partit Comunista Malai, va rebre l'OBE per la seva col·laboració en la lluita contra els japonesos durant la Segona Guerra Mundial, conjuntament amb la Force 136 dels commandos britànica. El govern britànic li retirà (i pel mateix Chin Peng era indesitjable) quan el líder comunista encapçalà la insurgència de la guerrilla del seu partit contra els britànics durant l'Emergència Malaia.